# 2755 Avicenna
2755 Avicenna (1973 SJ4) là một tiểu hành tinh vành đai chính được phát hiện ngày 26 tháng 9 năm 1973 bởi Chernykh, L. ở Nauchnyj.